# Municipio de St. Clair (condado de Monona)
El municipio de St. Clair (en inglés: St. Clair Township) es un municipio ubicado en el condado de Monona en el estado estadounidense de Iowa. En el año 2010 tenía una población de 517 habitantes y una densidad poblacional de 5,55 personas por km².

## Geografía
El municipio de St. Clair se encuentra ubicado en las coordenadas 42°4′40″N 95°43′44″O / 42.07778, -95.72889. Según la Oficina del Censo de los Estados Unidos, el municipio tiene una superficie total de 93.1 km², de la cual 93,01 km² corresponden a tierra firme y (0,11 %) 0,1 km² es agua.

## Demografía
Según el censo de 2010, había 517 personas residiendo en el municipio de St. Clair. La densidad de población era de 5,55 hab./km². De los 517 habitantes, el municipio de St. Clair estaba compuesto por el 99,03 % blancos, el 0,19 % eran afroamericanos, el 0,39 % eran amerindios y el 0,39 % eran de una mezcla de razas. Del total de la población el 0,58 % eran hispanos o latinos de cualquier raza.